# کائده ناکامورا
کائده ناکامورا (انگلیسی: Kaede Nakamura؛ زادهٔ ۳ اوت ۱۹۹۱) بازیکن فوتبال اهل ژاپن است که در تیم ملی فوتبال زنان ژاپن بازی کرده‌است.